# دژ بهرام چوبینه
دژ بهرام چوبینه واقع در تنگ بهرام چوبین در فاصله ۱۴ کیلومتری  جاده دره شهر به روستای ارمو استان ایلام قرار گرفته‌است. در مسیر این دره از رشته عظیم کبیر کوه آثار بسیاری شامل:پل و سد بهرام چوبین، دژ و قلعه، غار و سکونتگاه و برج‌های دیده‌بانی از ادوار گذشته به یادگار مانده‌است.

## شرح اثر
آثار یک قلعه نسبتاً بزرگ در داخل تنگه و در کنار صخره‌های عظیم آن به چشم می‌خورد. شواهد موجود نشان می‌دهد که این قلعه قبلاً شاه‌نشین بوده اما بر اثر حفاریهای غیر مجاز آسیب کلی دیده است. برجک‌های دیده بانی بر خط‌الراس یال‌های جانبی دره بهرام چوبین و برخی تأسیسات دیگر در محدوده ورودی به دره، اهمیت قلعه و موقعیت آن را در گذشته نشان می‌دهد. بر اساس برخی منابع که قصری از زمان ساسانیان در اشکفت تنگ چوبینک بر جای مانده‌است (محمودیان ۱۳۸۳).
مصالح بکار رفته در بنای قلعه سنگ و گچ است اما به دلیل تخریب بنا و فرسایش، ثبت اطلاعات دقیق در مورد سبک معماری این اثر امکان‌پذیر نبوده‌است. در محدوده قلعه آثاری از حوضچه‌های پلکانی بر روی صخره‌های قلعه دیده می‌شود که با ظرافت خاصی حجاری گشته و به‌وسیله سوراخ‌هایی به یکدیگر متصل و مرتبط شده‌اند.